# Supermarine Walrus

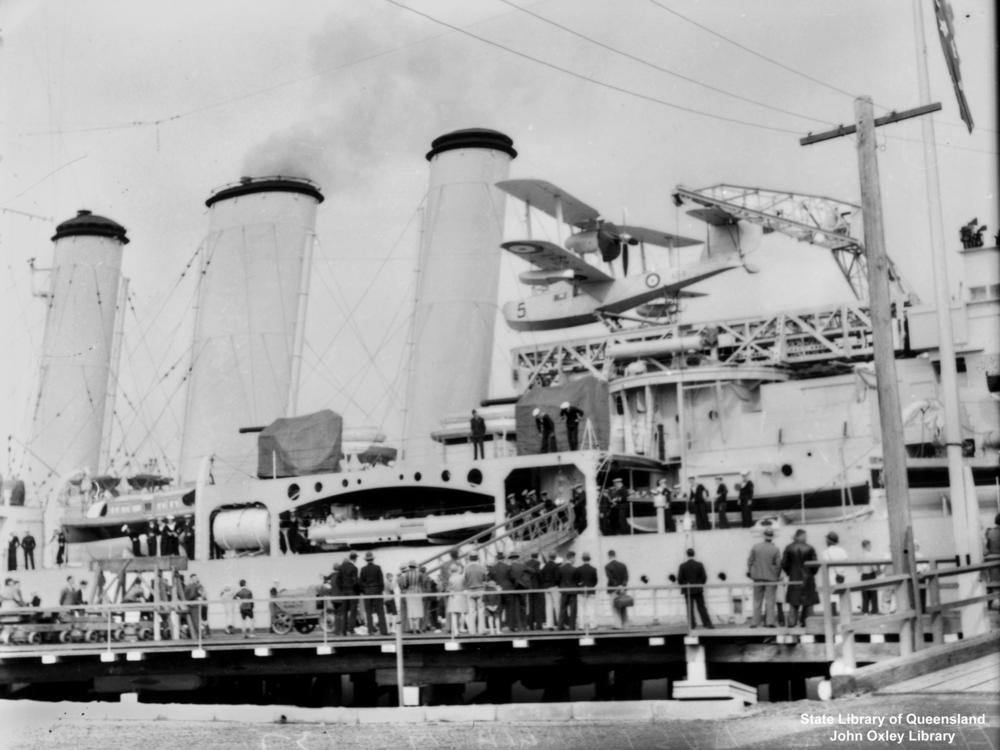
Seagull Mk.V op HMAS Australia

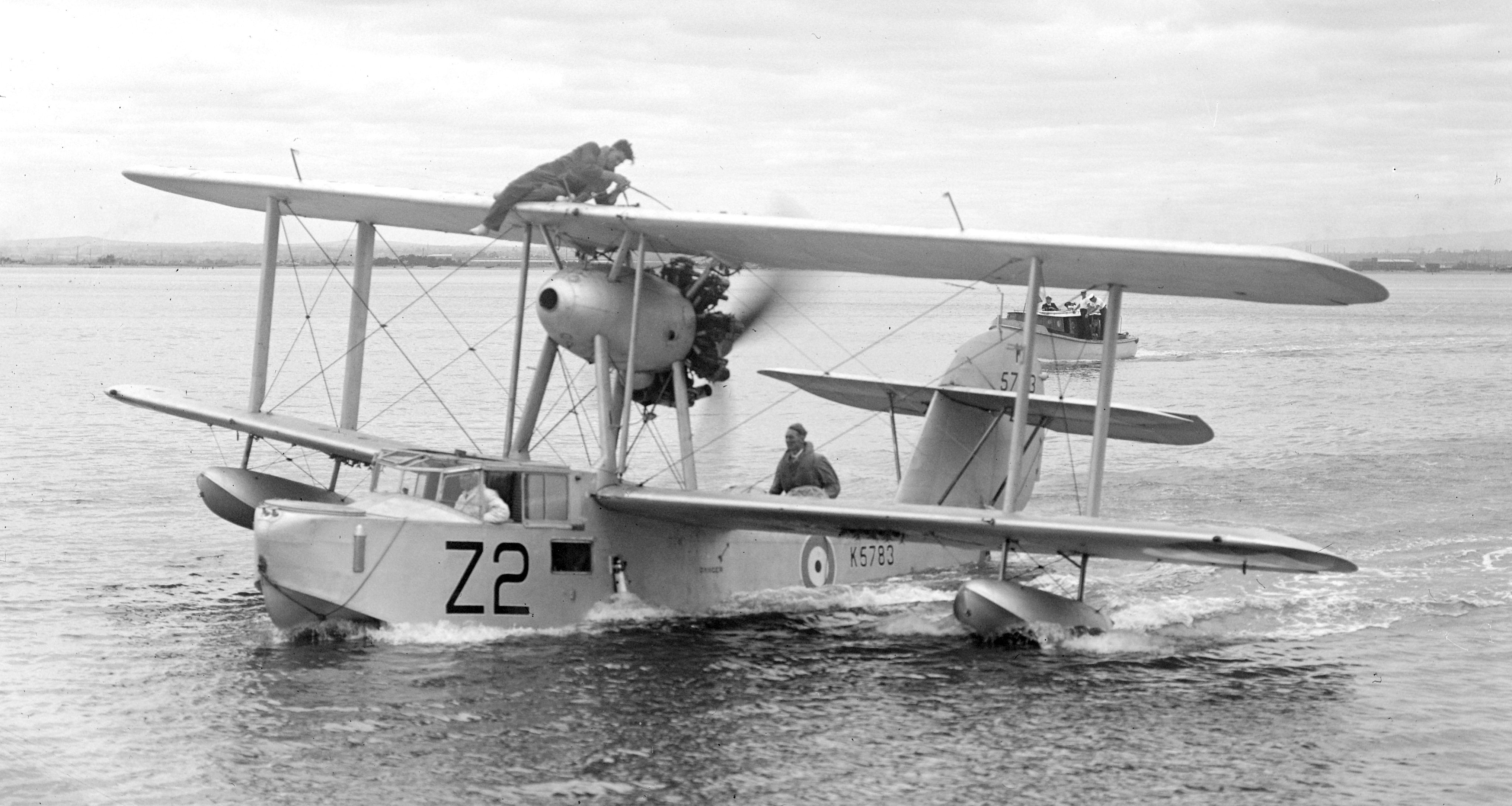
Een vroege Supermarine Walrus I K5783, uit de eerste productieserie, kort voor de Tweede Wereldoorlog. Dit toestel is boordviegtuig geweest van de Nieuw-Zeelandse kruisers HMNZS Achilles en HMNZS Leander.

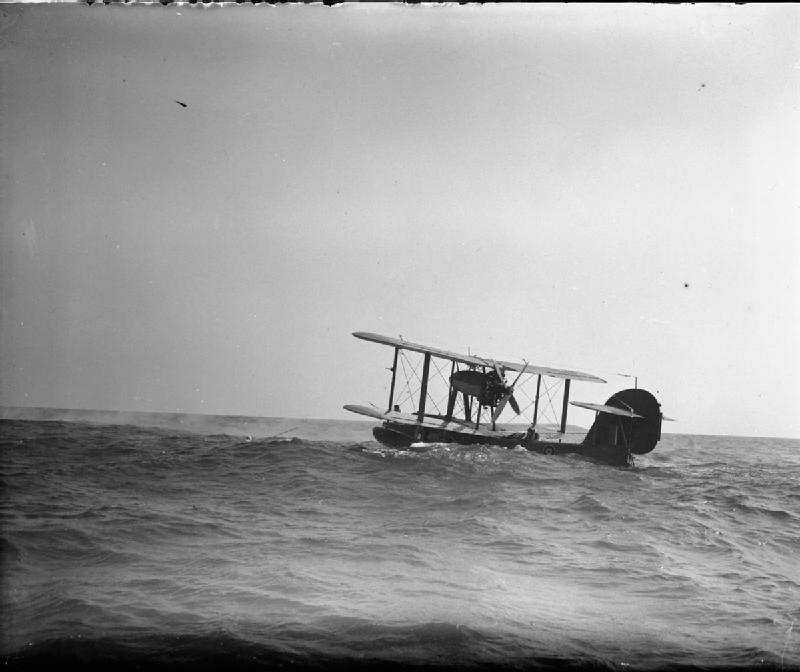
Een Walrus taxiënd op zee

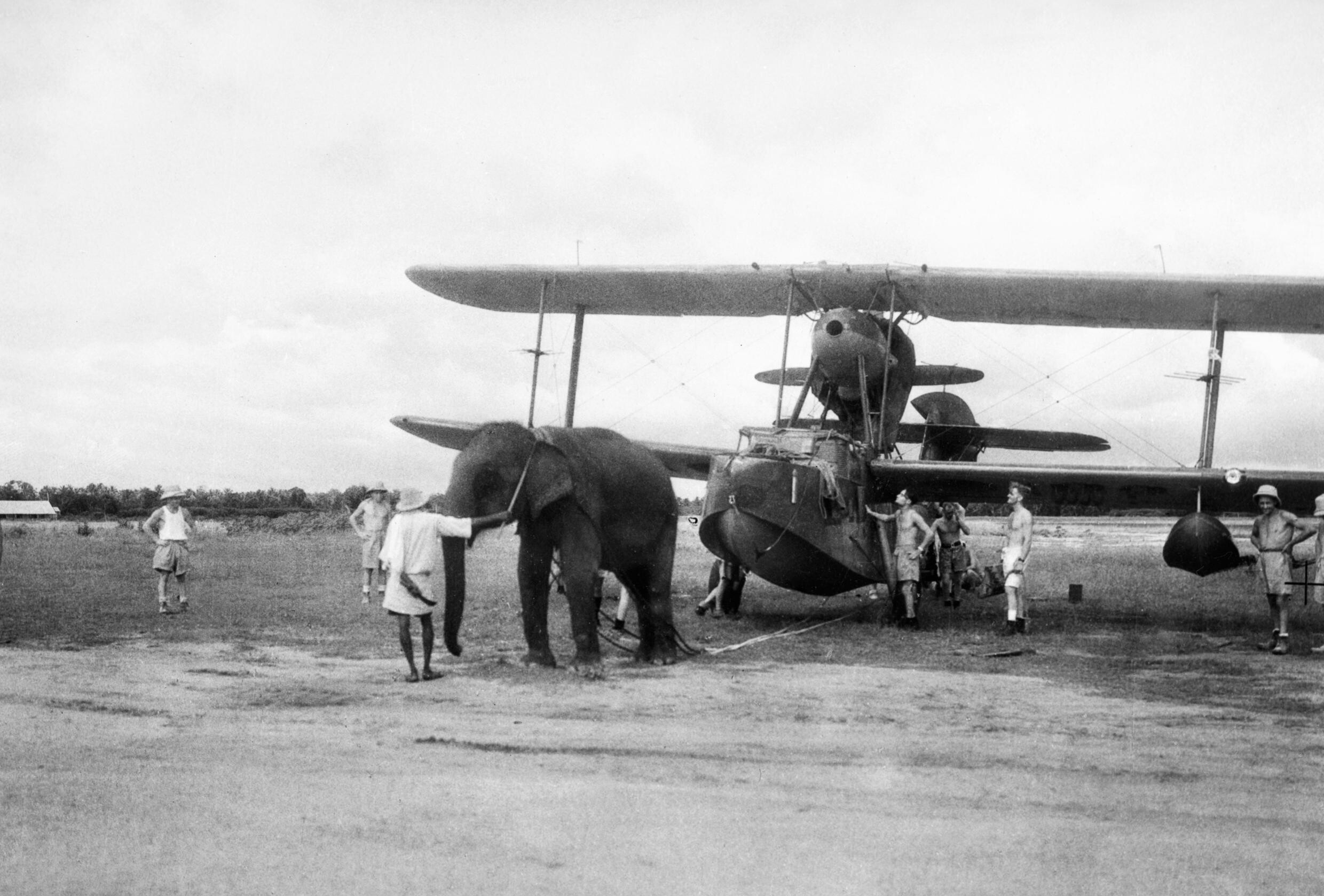
Een Walrus wordt door een ’Indische tractor’ in positie gesleept op een Fleet Air Arm basis in India (ca. juni 1944).

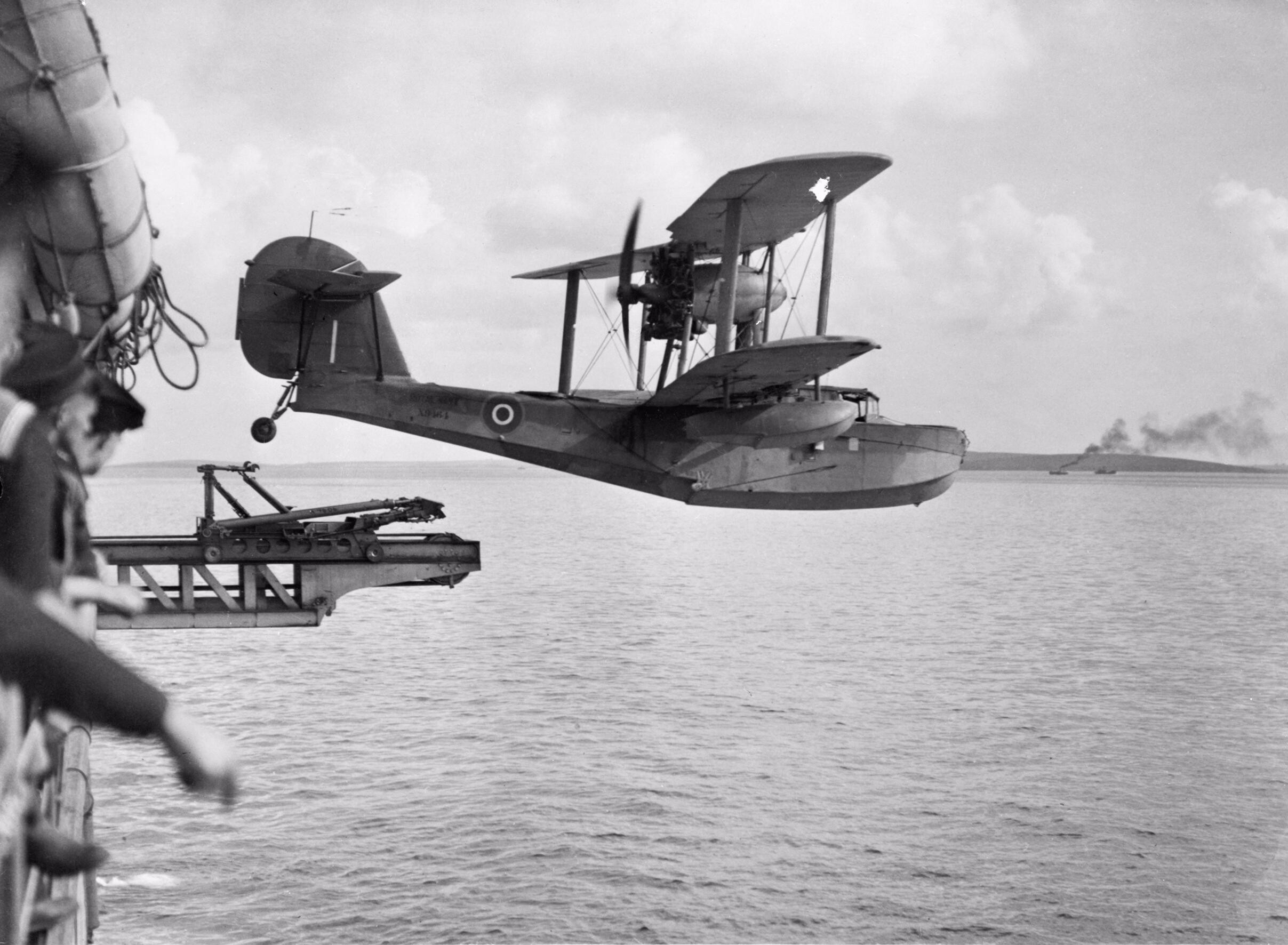
Een Walrus wordt gelanceerd vanaf de katapult van de HMS Bermuda (1943)

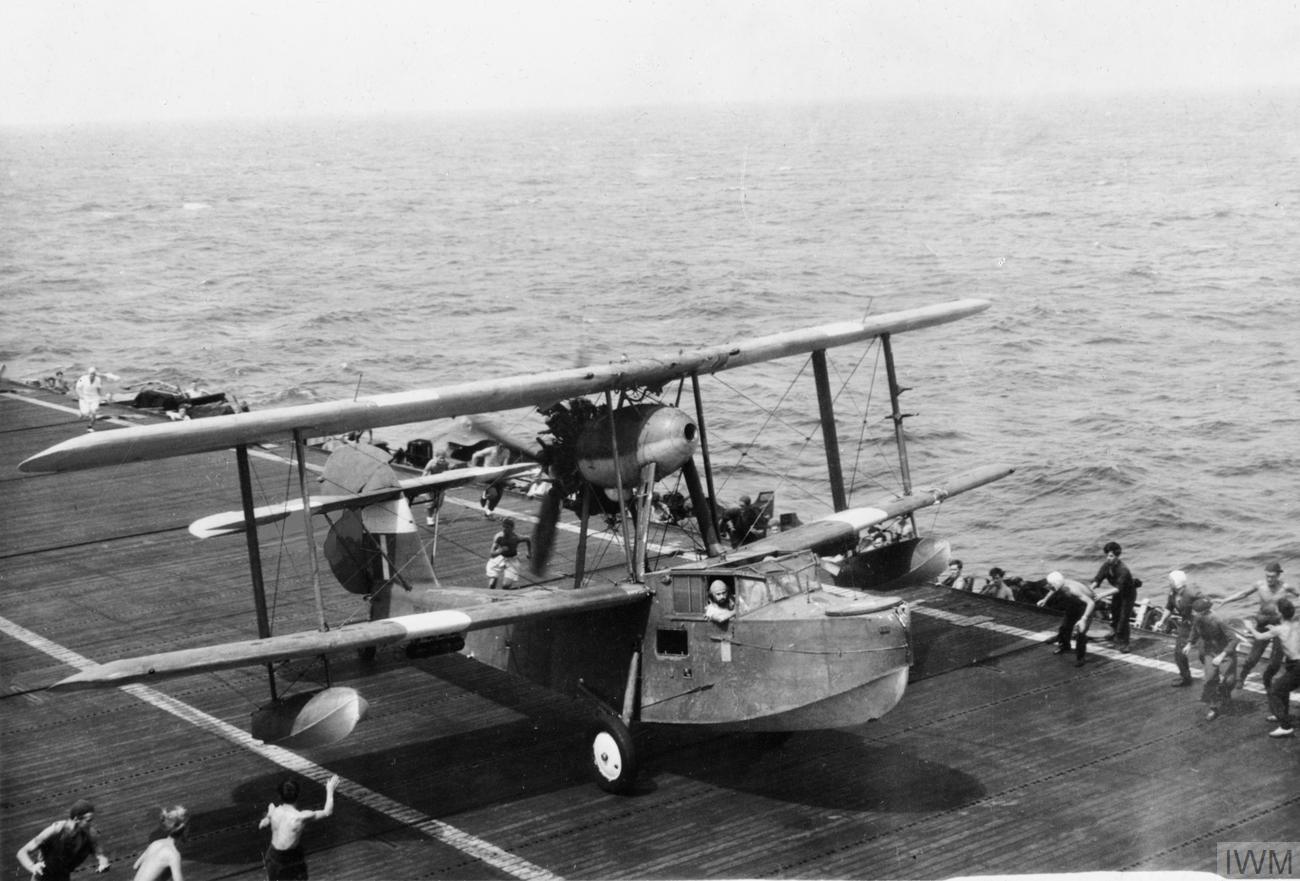
Een Walrus landt op een vliegdekschip van de Royal Navy in de Indische Oceaan, na onder vuur een vlieger gered te hebben die was neergeschoten bij het aanvallen van Japanse posities op de Nicobaren.

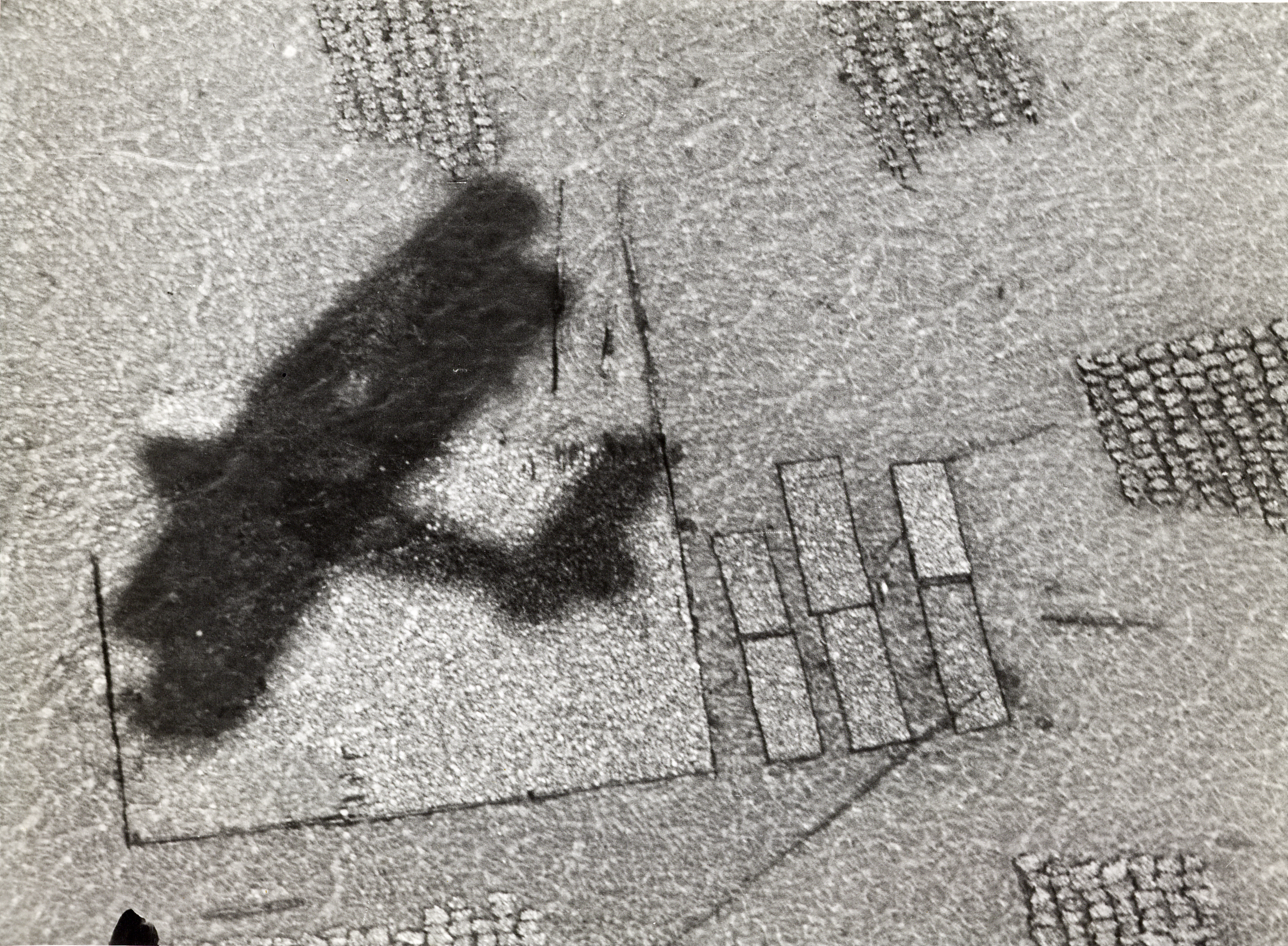
Luchtfoto van oesterbedden bij Narooma (New South Wales, genomen vanuit RAAF Seagull V A2-9 (1939)

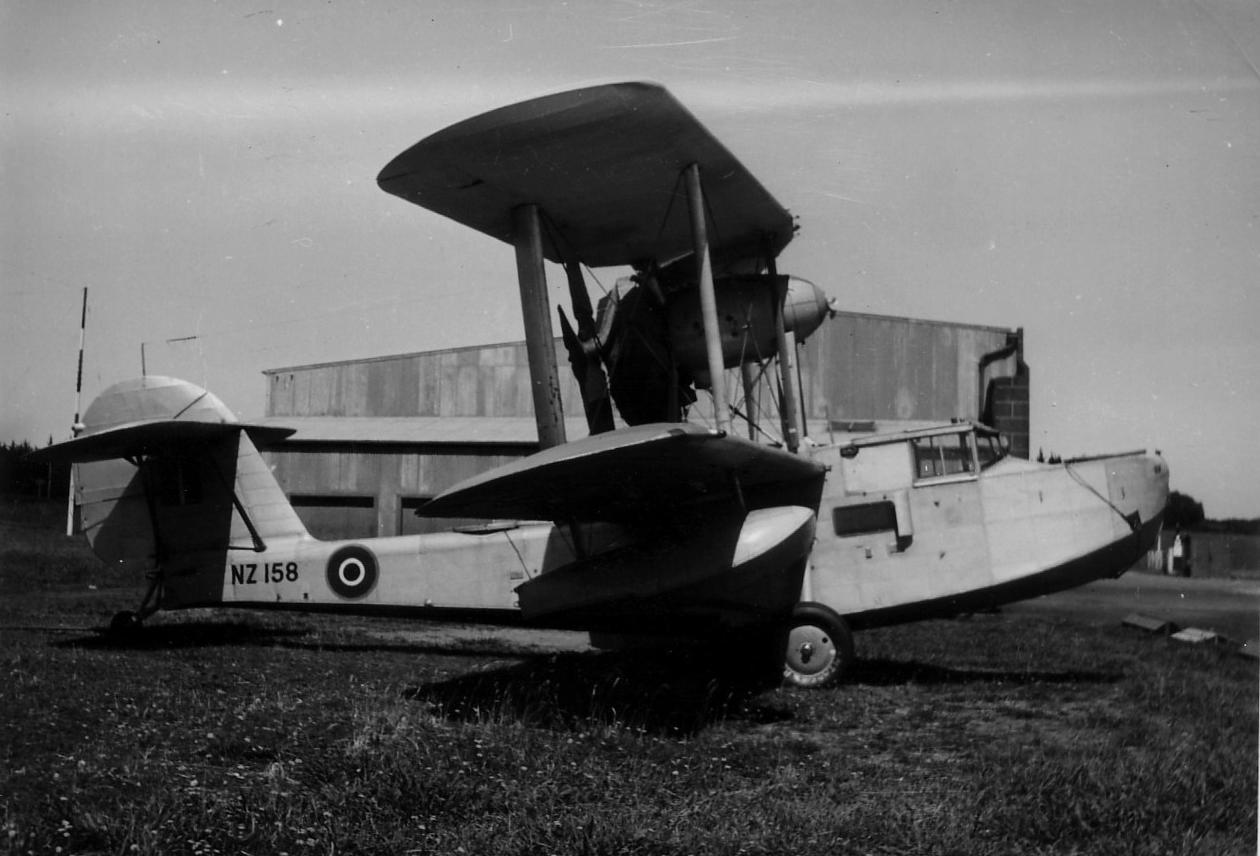
Supermarine Walrus van een trainingssquadron van de RNZAF (1944/45)

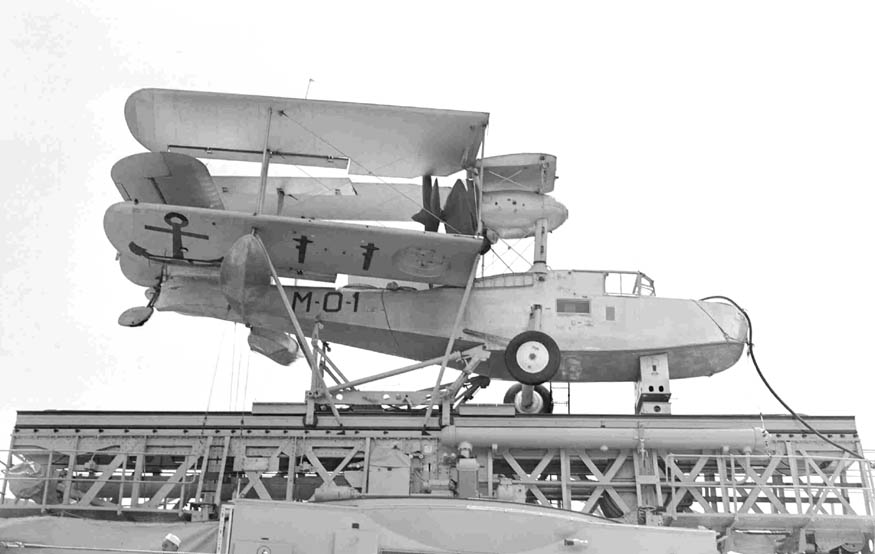
Walrus van de Argentijnse Marine aan boord van de kruiser "La Argentina" (San Francisco, 1940)

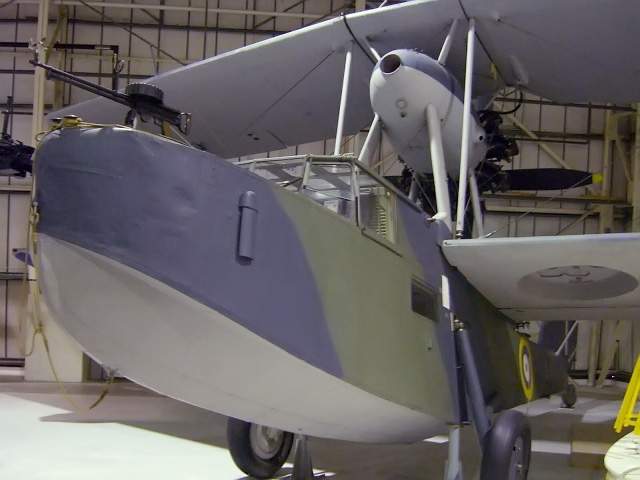
RAAF Seagull V A2-4 in het Royal Air Force Museum in Londen (2007)

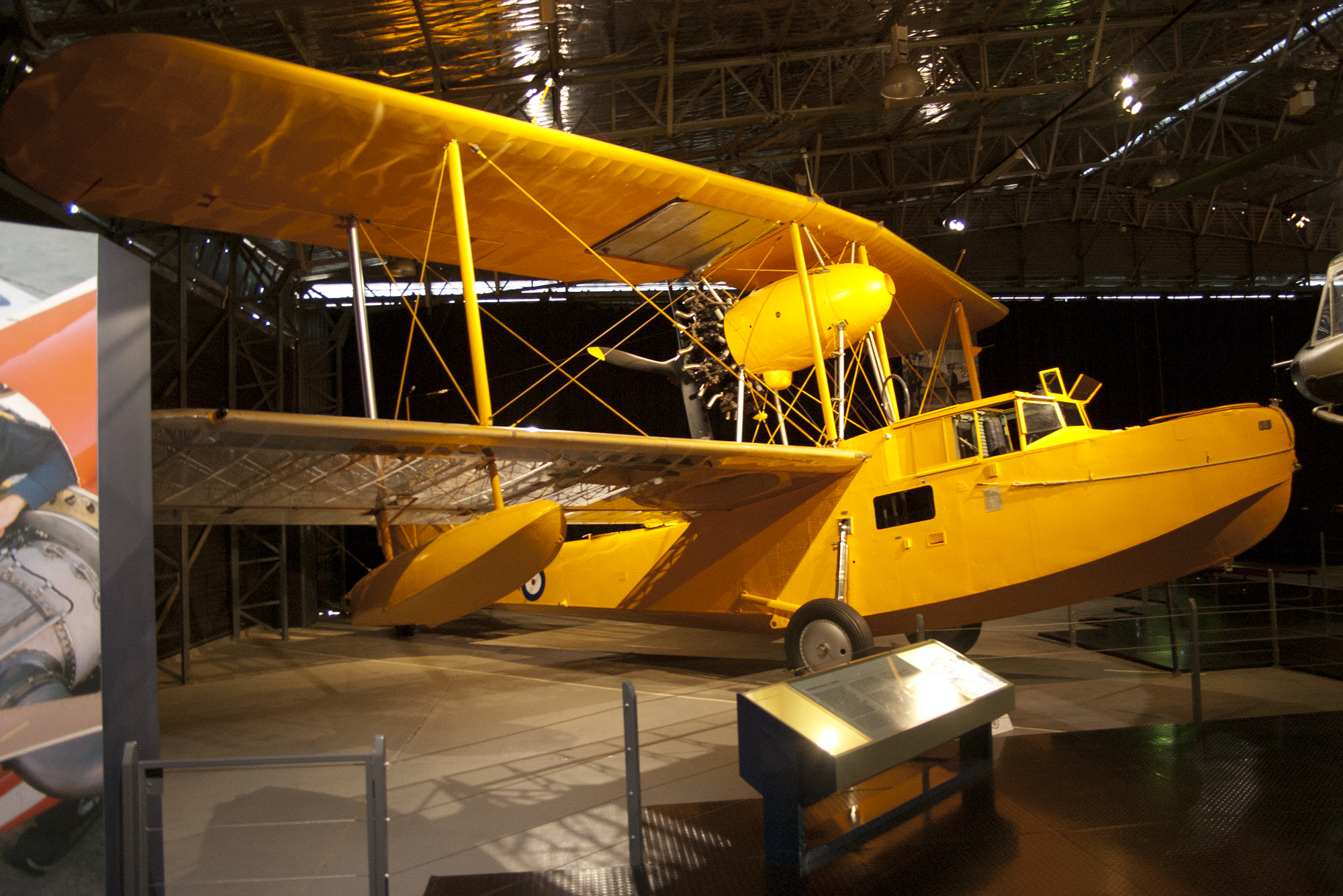
Walrus HD874 in het RAAF Museum in Melbourne (2010)

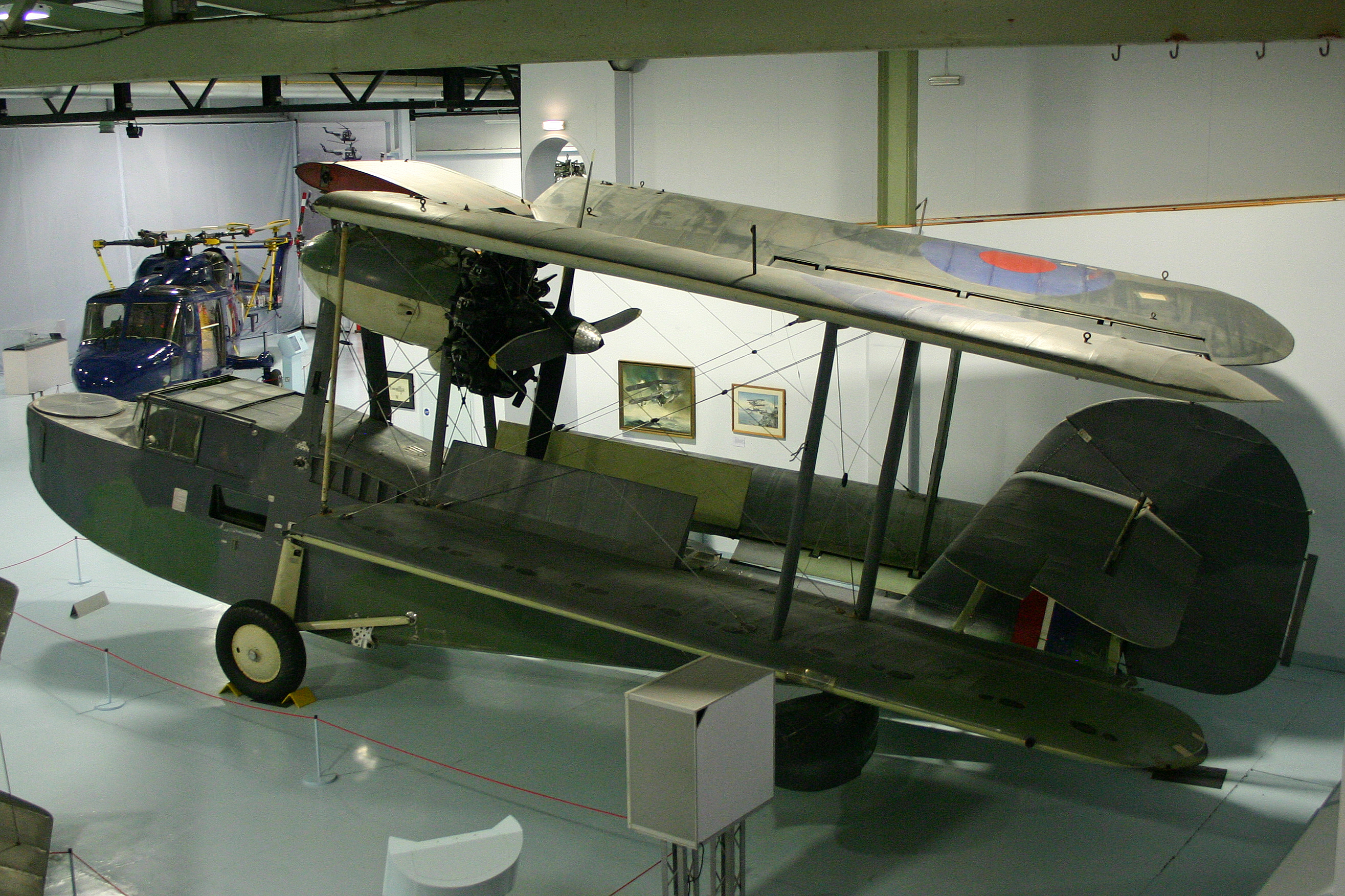
Walrus L2301 in het Fleet Air Arm Museum in Yeovil (2011)

De Supermarine Walrus is een eenmotorige amfibische vliegboot vervaardigd door het Britse Supermarine Aviation Works. Het werd ontworpen door R.J. Mitchell, die ook de Supermarine Spitfire ontwierp. De Walrus was een van de langzaamste en lompst ogende vliegtuigen van de Tweede Wereldoorlog, maar het is ook een veelzijdig vliegtuig dat zo'n 30 jaar in gebruik is geweest.
De Walrus vloog voor het eerst in 1933. Hij had dezelfde algemene configuratie als zijn voorganger, de Supermarine Seagull en de meeste andere door Mitchell ontworpen Supermarine vliegboten. De Walrus was ontworpen om te dienen als een vlootspotter die gelanceerd kon worden met een katapult op kruisers of slagschepen, maar werd ook veel gebruikt in andere rollen, met name als maritiem patrouillevliegtuig en als reddingsvliegtuig voor neergestorte vliegtuigbemanning. Hoewel het toestel de elegante lijnen ontbeerde die andere ontwerpen van Mitchell kenmerkten, zoals de Spitfire en de S.5, beschikte de Walrus over tal van innovaties voor de periode. Het was het eerste Britse vliegtuig met een volledig metalen romp, een volledig intrekbaar landingsgestel en een volledig gesloten cockpit. Het toestel werd door de bemanning "Shagbat" genoemd, en soms ook "Steam-pigeon" (Stoomduif), vanwege de stoom die ontstond als er water op de hete motor kwam. De Walrus werd bij de Australische marine "Pusser’s Duck" ("Duweend") genoemd.

De naam van het toestel komt van de robbensoort Walrus (Odobenus rosmarus).

## Geschiedenis
In 1923 begon Supermarine na de eerste operationele ervaringen met het aanpassen van de Supermarine Seagull uit 1921, een kleine vliegboot, voornamelijk gemaakt van hout, met een motor die boven de romp tussen de onderste en bovenste vleugels geplaatst was. In 1923 ontwierp Mitchell de Supermarine Sheldrake een amfibische vliegboot bommenwerper met de romp van de Sea Eagle en de vleugels van de Seagull, waarvan alleen een prototype gebouwd werd en in 1924 de daarvan afgeleide Scarab met een duwpropeller, waarvan er 12 verkocht werden aan de Spaanse Aviación Naval (marine luchtvaartdienst) die ze inzette tijdens de Rifoorlog (1920-1926). In 1925 ontwierp hij de tweemotorige Seamew, waarvan in 1927 twee prototypes gebouwd en getest werden.

## Ontwikkeling
In 1930 begon, aanvankelijk in eigen beheer, de ontwikkeling van een nieuw toestel naar aanleiding van een specificatie van de Royal Australian Air Force (RAAF) uit 1929 voor een klein katapultwatervliegtuig voor kruisers, aangezien de Seagull Mk.III die gebruikt werd in Australië niet katapulteerbaar was. Het nieuwe toestel werd Type 223 Seagull Mk.V genoemd, hoewel het alleen uiterlijk enigszins leek op de Seagull Mk.III uit 1925. Als gevolg van andere prioriteiten bij Supermarine vloog het voltooide prototype pas op 21 juni 1933. Vijf dagen later verscheen het op de open dag van de Society of British Aircraft Constructors (SBAC) in Hendon, waar testpiloot Joseph ‘Mutt’ Summers (die vooraf bij ontwerpers van Supermarine had gecheckt of het zou kunnen) de toeschouwers (waaronder R.J. Mitchell, die niet geïnformeerd was) opschrikte door met het plompe vliegtuig een looping uit te voeren. Dat was mogelijk omdat het vliegtuig versterkt was voor katapultlanceringen.:p30 Henry Knowler, hoofdontwerper van Saunders-Roe (‘Saro’), had de show samen met Mitchell bekeken en maakte gewag van Mitchells verbazing en schrik over de stunt die Summers met het vijf dagen oude prototype had uitgehaald. Tegen iedereen die hij tegenkwam herhaalde Mitchell: ‘He looped the bloody thing’.
In augustus 1934 plaatste de Australische marine een order voor 24 iets aangepaste Type 228 ‘Seagull V’s voor gebruik op de Australische vliegtuigtender HMAS Albatross en als boordvliegtuig van Australische kruisers.:p91 Deze werden in 1935 geleverd. Dit type 228 verschilt van het prototype en de latere Walrussen door de Handley-Page-slats (en: slat of leading-edge flap, nl: slat of vleugelvoorrandklep) op de bovenste vleugels. In 1935 bestelde de Britse Royal Navy voor haar Fleet Air Arm 18 exemplaren van een verder ontwikkelde versie (type 236) dat de naam Walrus kreeg, en de meest gebouwde Britse vliegboot zou worden. Datzelfde jaar volgden nog orders voor 8 en 28 exemplaren, en in 1938 een order voor 168 Walrussen.:p92

## Ontwerp
Net als veel andere Supermarine vliegboten zoals de Seagull, Sheldrake en Seamew was het nieuwe toestel een tweedekker. Het heeft echter een metalen monocoque romp, omdat uit ervaring was gebleken dat houten rompen onder tropische omstandigheden snel verslechteren. De bootromp met één ‘step’ heeft rechte zijkanten, rechte kimmen en knikspanten met een V-bodem. De romp is gemaakt van alclad,:p3 een sterke en corrosiebestendige aluminiumlegering.:p28 Inwendige delen zijn van duraluminium:p3 en katapultspoelen en hijsbevestigingen van rvs smeedstukken.:p28 Iedere vleugel bestaat uit twee rvs hoofdspanten (voor en achter):p99 met multiplex voorrand en ribben. Ze zijn bekleed met iers linnen en gelakt met spanlak.:p28 De vleugels wijken 7½° naar achteren:p21-22, 32 (fig.38) De onderste vleugels zijn bovenaan de romp geplaatst (‘schouderpositie’) en aan iedere kant is er een alclad stabilisatiedrijver onder bevestigd.:p36 De bovenvleugels zijn met rvs struts en tuidraden 2,44 meter (96 in) boven de ondervleugels bevestigd.:p32 ( fig.38) De vleugels staan in een zeer lichte ‘V’-stand (dihedraal): de bovenvleugels 1°, en de ondervleugels 3°.:p32, fig.38 In de bovenste vleugels zitten twee brandstoftanks verwerkt van elk 341 liter (75 imp gal).:p29:p xiii Om de Walrus op schepen zo min mogelijk schaarse scheepsruimte te laten innemen, kunnen de vleugels worden ingeklapt, waardoor het vliegtuig een minimale breedte krijgt van 5,33 meter (17 ft 6 in). De stabilo’s zijn hoog op het kielvlak bevestigd, en aan weerszijden geschoord door twee struts. Het dakraam en de zijramen van de cockpit kunnen opengeschoven worden. Al het glas is veiligheidsglas.:p16
Het prototype had een Bristol Pegasus II LaP:p194 motor, N-struts bij de stabilo’s en een extra, externe oliekoeler aan de buiten aan de stuurboordzijde van de motorgondel.:p111
De eerste productietoestellen werden voorzien van een enkele 4-takt 9-cilinder Bristol Pegasus II M2 stermotor van 620 pk (460 kW). Vanaf 1937 werd de krachtiger Pegasus VI van 750 pk (560 kW) gemonteerd,:p84 wat de topsnelheid met 16 km/u (10 mph) verhoogde. De motor is geplaatst aan de achterzijde van een gestroomlijnde alclad:p84 nacelle die op vier rvs struts bovenop de ondervleugel gemonteerd is, en met vier kortere rvs struts ook aan het middengedeelte van de bovenvleugel bevestigd is. Verder zit voorin de nacelle een torusvormige olietank,:p92 rondom de luchtinlaat, om zo ook als oliekoeler te fungeren. Verder bevat de nacelle elektrische apparatuur en heeft hij een aantal toegangspanelen voor onderhoud. De motor drijft een vierbladige houten duwpropeller aan. De duw-propeller heeft bij een amfibie van dit formaat als voordelen dat de motor en propeller verder uit de buurt van opspattend water zijn, de piloot een goed zicht naar voren heeft, en dat het geluidsniveau in het vliegtuig minder is. Bovendien is de propeller veilig uit de buurt van die bemanningsleden op de boeg staan bv. bij het oppakken van een landvast. Het nadeel is dat de propeller erg dicht bij de staart van het vliegtuig is en de invloed van de vortex van de propeller op het richtingsroer een neiging tot gieren veroorzaakt. Om dat tegen te gaan is de motor 3° schuin geplaatst (de voorzijde bevindt zich iets links (bakboord), en de achterzijde iets rechts (stuurboord) van de middenlijn van de romp).
Het landingsgestel bestaat uit twee hoofdwielen en een staartwiel. De hoofdwielen, elk op een hydraulische schokdemper (‘oleo-strut’), kunnen omhooggeklapt worden in uitsparingen in de ondervleugel. Het massief aluminium staartwiel wordt omsloten door een klein waterroer. Het staartwiel met waterroer kan aan het richtingsroer kon worden gekoppeld om te taxiën, en wordt losgekoppeld bij opstijgen en landen. Het massieve wiel werd later vervangen door een wiel met rubberband. Nadat in 1935 een van de prototypes een waterlanding maakte met het onderstel neergelaten en over de kop sloeg (waarbij de inzittenden slechts lichte verwondingen opliepen), werd de Walrus een van de eerste vliegtuigen die werd uitgerust met een onderstelpositie-indicator op het instrumentenpaneel.:p92
Hoewel het vliegtuig meestal met één piloot vliegt, zijn er posities voor twee. De piloot zit aan de linkerkant, op een vaste stoel met het instrumentenpaneel ervoor. De rechterstoel en de tweede set pedalen kunnen worden weggeklapt, waardoor via een kruipgang het neusluik bereikt kan worden. Bijzonder is dat de stuurkolom van de co-piloot verbonden is aan die van de piloot met een horizontale stang net boven de vloer, die en snel en eenvoudig los- en aangekoppeld kan worden, zelfs tijdens de vlucht. De tweede stuurkolom was gewoonlijk niet in gebruik, maar opgeborgen tegen de zijwand. Achter de cockpit is een kleine cabine met het werkstation voor de navigator met aan beide zijden een observatievenster, en daarachter het werkstation met de apparatuur van de radio-operator.

### Bewapening
Machinegeweren
Voor zelfverdediging beschikt de Walrus over twee of drie 7,7 mm (.303 inch) Vickers K machinegeweren op. Eén bij het luik voor op de neus/boeg van het toestel, en een enkel of dubbel machinegeweer bij het luik ‘midscheeps’ bovenop de romp. Bij het prototype waren de mitrailleurs nog bevestigd op ‘scarff ring’ affuiten, maar de productiemodellen zijn voorzien van een halfronde ‘skaterail’ bij ieder luik, waarop een ‘skate’ met penaffuit loopt. Wanneer ze niet gebruikt worden kunnen de wapens oplaag geklapt worden, zodat de luiken dicht kunnen.:p99-102 De achterste helft van het ronde luik midscheeps kan omhoogeklapt vastgezet worden, en vervolgens met de rest van het luik richting de voorkant van het toestel weggeschoven worden, en vormt zo een windscherm voor de schutter.:p9
Bomlast
Maximaal kan de Walrus 300 kg (660 lb) aan bommen, of twee 113 kg (250 lb) Mk.VII dieptebommen meevoeren. Daartoe zijn onder de onderste vleugels vier Universal No.1 type E.M./M.F. bomb carrier ophangpunten gemonteerd, twee aan iedere zijde.:p99 Aan de twee binnenste daarvan kan een dubbel A.S. carrier verloopstuk worden bevestigd waaraan twee bommen van maximaal 45 kg (100 lb) kunnen worden opgehangen.:p103-104 Tussen beide universele ophangpunten aan iedere vleugel is een E.M. Light Series Carrier (LSC)  gemonteerd waaraan maximaal 4 kleinere bommen van samen maximaal 36 kg (80 lb) kunnen worden opgehangen.:p99 Bij het voorste luik kan buiten aan de rechterzijde bovenaan de romp een CSBS-bomvizier:p104 bevestigd worden. Om de bommen te richten moest de bomrichter staande in het open luik, onbeschermd tegen weersinvloeden, buiten door het vizier kijken, en aan de piloot de benodigde koerswijzigingen doorgeven.
Net als andere vliegboten was de Walrus voorzien van scheepsuitrusting waaronder een opblaasboot met gasfles, 30 lb anker, sleep- en meerkabels, drijfankers en een boothaak. Ook is het toestel uitgerust met navigatielichten, seinlamp, hoorn, ruitenwissers, ankerlicht op een uitschuifbare mast sleepogen, lenspomp, brandstofoverslagpomp (Zwicky Ltd.) en voor op de boeg twee kleine demonteerbare bolders.:p16:p194
Bij het vliegen als katapultvliegtuig, wordt de Walrus terug aan boord gehaald door langszij te landen en vervolgens door een scheepskraan uit de zee te worden getild. Het toestel beschikt daarvoor over een hijskabelsamenstel dat in een compartiment in de bovenvleugel direct boven de motor opgeslagen wordt. Een bemanningslid moet op de bovenvleugel klimmen om het hijsoog aan de kraanhaak te bevestigen. Landen en ophijsen is een eenvoudige procedure bij kalme zee, maar is lastiger als de zee ruw is. Het moederschip kan de landing vergemakkelijken door kort voor de landing van het vliegtuig ‘lijwaarts’ te doen: het vaart eerst tegen de wind in en maakt vervolgens een bocht (van 20°-90°). Daardoor kan het watervliegtuig tegen de wind in landen en profiteren van het kalme, sikkelvormige kielzog dat zo aan de lijzijde van het schip komt te liggen.:p100 (afb)

## Productie
De eerste Walrussen werden in 1935 gebouwd. Supermarine bouwde de toestellen in Woolston, een buitenwijk van Southampton. Omdat Supermarine vanaf 1936 steeds drukker werd met de productie van Supermarine Spitfires, werden de meeste Walrussen gebouwd door Saunders-Roe (‘Saro’) dat haar hoofdkantoor in Osborne, East-Cowes op het eiland Wight had.
De Walrus werd in twee versies geproduceerd. De exemplaren met metalen romp werden Mk.I genoemd. Saro ontwikkelde in 1940 en bouwde vanaf 1941 ook exemplaren met een houten romp, die Mk.II werden genoemd.:p32:p16 De houten monocoque romp bestaat uit delen die aan elkaar zijn gelijmd, of met messing schroeven en koperen ribnagels. Op andere plaatsen, zoals binnenin voor de multiplex tussenschotten, zijn halfholle klinknagels van messing gebruikt.:p16 De houten romp zorgde voor ‘stillere’ starts en landingen en was ook beter te besturen op het water. De houten romp had een iets ander boegprofiel, en was zwaarder maar makkelijker te repareren.:p92 Door hout te gebruiken werd er minder alclad gebruikt, wat dringender nodig was voor jagers en bommenwerpers.:p92 Alle Mk.II’s werden gebouwd bij Saro, waarbij het bedrijf Elliotts uit Newbury de houten rompen maakte. De meeste Walrus Mk.II’s werden gebruikt door opleidingseenheden, waar de mindere prestaties niet uitmaakten, maar het juist handig was dat ze eenvoudiger te repareren waren.
In totaal werden er 736 Supermarine Walrussen gebouwd van 1936 tot en met 1944. Saunders-Roe bouwde er daarvan 453, waaronder alle 191 Mk.II’s van januari 1940 tot half januari 1944 in de hoofdvestiging in Columbine, East Cowes op het eiland Wight en hun vestiging in Weybridge, Surrey. Onderdelen werden in een vestiging van Saro in Eastleigh, Hampshire gebouwd. Van medio 1943 tot juli 1946 bouwde Saro ook 209 Sea Otters.:p16
| Jaar   | t/m 1938 | 1939 | 1940 | 1941 | 1942 | 1943 | 1944 | Totaal |
| ------ | -------- | ---- | ---- | ---- | ---- | ---- | ---- | ------ |
| Aantal | 187      | 54   | 57   | 132  | 207  | 96   | 3    | 736    |

## Gebruik
De Supermarine Walrus werd vooral gebruikt door de Britse Royal Air Force (RAF) en Fleet Air Arm (FAA), de Royal Australian Air Force (RAAF) en de Royal New Zealand Air Force (RNZAF)
De bemanning bestond gewoonlijk uit 3 personen: een piloot, een navigator/waarnemer en een radiotelegrafist/boordschutter.:p29
Hoewel het toestel was ontwikkeld als katapultgelanceerd boordvliegtuig voor artillerieobservatie en verkenning werd het ook voor andere taken ingezet. Het was met name succesvol gebruikt voor reddingsoperaties op zee, waarbij (vliegtuig)bemanningen die in zee beland waren te redden. De Walrus bleef in dienst gedurende de gehele Tweede Wereldoorlog.
De maximale snelheid van slechts 217 km/h (135 mph) was niet indrukwekkend, maar dankzij de extreme wendbaarheid kon de Walrus vaak ontsnappen aan aanvallen door vijandelijke toestellen.

### Boordvliegtuig
Het toestel werd vanaf 1935 in gebruik genomen. De eerste gebruiker was de Royal Australian Air Force (RAAF), die het toestel als de Supermarine Seagull Mk.V gebruikte als katapultvliegtuig aan boord van de kruisers van de Royal Australian Navy (RAN) en de vliegtuigtender HMAS Albatross. In 1939 hadden bijna alle kruisers van de Royal Navy de Walrus als boordvliegtuig: Lichte kruisers van de Leander-klasse en de Country klasse hadden er één, en die van de Town-klasse en Crown Colony-klasse twee. Ook de monitor Terror en sommige slagschepen, waaronder de Warspite en de Rodney, hadden Walrus boordvliegtuigen. Ook op Britse vliegdekschepen waren Walrussen gestationeerd.:p34 Als boordvliegtuig werden de toestellen ook veel gebruikt als verbindings- en transporttoestel.
De Walrus werd voor het eerst ingezet onder oorlogsomstandigheden van 1937 tot 1939 tijdens de Spaanse Burgeroorlog, toen ze bij de neutraliteitspatrouilles van de Home Fleet en Middellandse Zeevloot werden gebruikt om te zoeken naar blokkadebrekers, en soms aangevallen werden door vliegtuigen van de strijdende partijen.:p32
In 1943 werden boordvliegtuigen op kruisers en slagschepen uitgefaseerd toen hun verkenningsrol op zee werd overgenomen door sterk verbeterde scheepsradar, waardoor de aanzienlijke hoeveelheid waardevolle ruimte die de vliegtuigen, katapult en hangar aan boord innamen kon worden gebruikt voor extra wapensystemen. De Walrus werd daarna op zee alleen nog gebruikt op vliegdekschepen waarop ze, doordat de landingssnelheid zo laag was, zonder vleugelflaps, staarthaak of veiligheidsnetten konden landen. Ze werden op vliegdekschepen gebruikt voor sea-air-rescue, en als transport- en verbindingsvliegtuig.
Grondaanvallen
Tijdens de Noorse campagne werden de Walrussen ook (beperkt) ingezet voor het bombarderen en zelfs voor het beschieten van gronddoelen. Zo voerden vijf Walrussen op 6 juni 1940 een luchtaanval uit op de olie-installaties van Solfolla (Svolvær) op de noordkust van het Vestfjord.:p79 Tijdens de Oost-Afrika campagne bombardeerde en beschoot een Walrus van de HMAS Hobart in augustus 1940 een Italiaans hoofdkwartier in Zeila in Somalië.
Artilleriewaarnemer
Hoewel het waarnemen en leiden van het scheepsgeschut een belangrijke taak van de boordvliegtuigen was, werd de Walrus daar slechts twee keer voor ingezet: tijdens in de Slag bij Kaap Spartivento (27 november 1940) door Walrussen van HMS Renown en HMS Manchester en tijdens de Slag bij Kaap Matapan (27-29 maart 1941) en door Walrussen van HMS Gloucester.
Luchtverkenning
Walrussen werden ook ingezet voor luchtverkenningen.Onder andere tijdens de Invasie van Madagascar in het voorjaar van 1942 en tijdens Operatie Torch begin november 1942.
Maritieme patrouille
Walrus-boordvliegtuigen werden ook ingezet als maritiem patrouillevliegtuig, inclusief onderzeebootverkenning en -bestrijding. Ook tijdens het beveiligen van konvooien op de Atlantische Oceaan en naar Rusland. Vanaf maart 1941 werden de Walrussen daarvoor verbeterd door ze uit te rusten met Air-to-Surface Vessel (ASV)-radars.
Onderzeebootbestrijding
In totaal zijn (mede) door Walrussen tijdens de Tweede Wereldoorlog verschillende onderzeeërs tot zinken gebracht.
Een Walrus van het Britse slagschip HMS Warspite bracht op 13 april 1940 de Duitse U-64 tot zinken aan de monding van de Herjangsfjord in het noorden van Noorwegen.
Tijdens de Slag om Gabon beschadigde de Walrus van HMS Dorsetshire op 9 november 1940 in de Golf van Guinee de Vichy-Franse onderzeeër Poncelet met twee salvo’s met 100 lb dieptebommen zodanig:p38-39 dat de bemanning haar zelf tot zinken bracht bij Port-Gentil. with the captain resolving to sink with his vessel.
Op 9 juli 1942 droeg een Walrus van 701 NAS bij aan de verovering van de Italiaanse onderzeeër Perla door het korvet HMS Hyacinth bij Cyprus.:p46:p111
Op 11 juli 1942 bracht Walrus W2709 van 700 NAS de Italiaanse onderzeeër Ondina bij Cyprus:p46 tot zinken, nadat deze naar de oppervlakte was gedwongen door de Zuid-Afrikaanse gewapende walvisjagers HMSAS Southern Maid (T27) en korvet HMSAS Protea (K51).:p111
Op 10 augustus 1942 assisteerde Walrus W2789 de gewapende trawler HMT Islay bij het tot zinken brengen van de Italiaanse onderzeeër Scirè in de Baai van Haifa.:p46:p111
Op 17 november 1942 dwong een Walrus van 700 NAS, samen met enkele Lockheed Hudsons van No.500 Sqn RAF de Duitse U-331 ten noorden van Algiers tot overgave, waarna een Fairey Albacore van het vliegdekschip HMS Formidable, die niet doorhad dat het schip zich overgaf, de U-boot alsnog torpedeerde en vernietigde.:p46:p116-117

### Lucht-zee redding
De Walrus werd tijdens de Tweede Wereldoorlog door de Royal Navy en de Royal Air Force gebruikt voor reddingsacties op zee. Vanaf 1943 werden ze daar hoofdzakelijk voor ingezet, de meeste door de RAF.
Veel Britse jachtvliegers die tijdens de eerste dagen van de Slag om Engeland (10 juli - 31 oktober 1940) in het Kanaal of de Noordzee terechtkwamen verdronken of stierven ze door onderkoeling voordat ze konden worden gered door een reddingboot, of doordat ze helemaal niet werden gevonden. De Nieuw-Zeelandse (jacht)vlieger flying officer Russell Aitken (1913-1989) was gestationeerd op RAF Gosport en zag boven Portsmouth en Southampton veel luchtgevechten waarbij vliegtuigen in zee stortten. In juli 1940 begon hij, vrijwillig en onofficieel, maar met goedkeuring van zijn commandant, met een Walrus vliegboot vanaf het eiland Wight reddingsoperaties uit te voeren: dobberend op zee bekeek hij de luchtgevechten, en kwam in actie als er een vlieger in zee terechtkwam.:p99:p31-32 Al snel werd hij geholpen door verschillende andere piloten. Eind augustus 1940 moest hij stoppen, nadat de basis waarvandaan hij opereerde, werd gebombardeerd. Hij had toen zo’n 35 Britse en Duitse piloten gered. Zijn acties droegen bij aan de oprichting op 6 february 1941 van het "Directorate of Air Sea Rescue", operationeel bekend als de Air Sea Rescue Services (ASRS) (dat in 1986 de RAF Search and Rescue Force (SARF) werd). De RAF richtte tussen oktober 1941 en maart 1943 tien gespecialiseerde Air Sea Rescue-squadrons op (No.275 t/m No.284 Squadrons RAF) die vlogen met een verscheidenheid aan vliegtuigen; onder andere Spitfires en Boulton Paul Defiants waarmee gezocht werd naar neergestorte vliegtuigbemanningen, Lockheed Hudsons en Avro Ansons waarmee voorraden en opblaasboten gedropt werden en Walrussen die de mensen oppikten uit het water. De ASRS-squadrons werden ingezet in de wateren rond het Verenigd Koninkrijk, in de Middellandse Zee en in de Golf van Bengalen. Ze redden tijdens de oorlog meer dan duizend leden van vliegtuigbemanningen.
Bij ASR optreden bestond de bemanning van de Walrus meestal slechts uit twee personen. Veel ASR Walrussen werden voorzien van handrails (grab rails) vooraan en midscheeps aan beide zijden van de romp, waaraan drenkelingen zich vast konden pakken. Soms werden er zoveel drenkelingen tegelijk opgepikt (bijvoorbeeld de hele bemanning van een grote bommenwerper), dat de Walrus niet meer op kon stijgen. Dan taxiede hij over water terug of wachtte op een reddingboot om de geredde drenkelingen op over te zetten.:p195

### Beproevingen
Er werden ook Walrussen gebruikt om nieuwe apparatuur te testen: eind 1939 werden bij Royal Naval Air Station Lee-on-Solent van de Fleet Air Arm enkele Walrussen gebruikt voor het testen van ASV-radar (Air-to-Surface Vessel), waarbij de dipoolantennes op de voorste vleugelstruts werden gemonteerd.
In 1940 werd een Walrus uitgerust met een vast gemonteerd Oerlikon 20 mm kanon, om te gebruiken tegen Duitse E-boten. Hoewel de Walrus een stabiel platform bleek te zijn, verblindde de mondingsflits de piloot en werd het idee niet overgenomen

## Vervanging
Al in 1936 begon Mitchell aan een opvolger te werken, het Type 309 Sea Otter, een tweedekker met een ‘conventionele’ propeller, die in 1938 voor het eerst vloog, maar pas in 1943 in gebruik werd genomen. Er werden slechts 292 Sea Otters gebouwd, en ze hebben de Walrus niet vervangen: beide typen werden tijdens het laatste deel van de oorlog gebruikt voor reddingsoperaties.
Van een naoorlogse vervanger voor beide vliegtuigen, de Supermarine Seagull II werden alleen prototypes gebouwd, omdat duidelijk werd dat helikopters de zeereddingstaken over zouden nemen van kleine vliegboten.
De laatste Britse Supermarine Walrus werd in 1947 buiten dienst gesteld. De laatste Canadese in december 1947.
Na de oorlog bleef een beperkt aantal Walrussen in gebruik bij de RAF en bij de marines van enkele andere landen.

## Andere gebruikers

### Argentinië
De Argentijnse marineluchtvaartdienst "Aviación Naval" kocht twee Mk.I’s in 1940, die de kentekens ‘2-O-1’ en ‘2-O-2’ kregen en dienst deden tot 1948. Na de oorlog kocht men tussen 1946 en 1950 nog acht ex-RAF toestellen. Ze waren ingedeeld bij het Escuadrilla o Flotilla de Observacion de la Escuadra Aeronaval Nº 2, en opereerden onder andere van de slagschepen "ARA Moreno" en "ARA Rivadavia" en de kruisers ARA Almirante Brown (C-1), ARA Veinticinco de Mayo (C-2) en ARA La Argentina (C-3). De laatste twee Argentijnse Walrussen werden gebruikt tot 1958.:p102

### Egypte
De Egyptische marine (ar: القوات البحرية المصرية (tr: "El-Quwwāt el-Bahareya el-Miṣriyya")) ontving in september 1945 een Walrus (W3016) van de Britten.

### Frankrijk
In november 1942 sloten de Vicky-Franse troepen in Frans Noord-Afrika zich aan bij de geallieerden. Het in december 1942 in Arzew in Algerije met Laté 298’s en oude LeO 257bis’ watervliegtuigen nieuw gevormde Escadrille 4S van hun Aéronautique Navale ontving in februari 1943 twintig Walrus vliegboten. In november 1943 werden de Laté’s ondergebracht in een nieuw Escadrille 2S dat samen met 4S het nieuwe 5me Flottille de Surveillance (5FS) ging vormen. Escadrille 4S werd met de Walrussen in december 1943 verplaatst naar de Base d'Aéronautique Navale d'Aspretto (BAN Aspretto) (nl: Vliegkamp voor Watervliegtuigen Aspretto) bij Ajaccio op Corsica. In juni 1946 werden de Franse Walrussen geplaatst bij de nieuw opgerichte École d'Hydraviation (53S) (nl: School voor Watervliegtuigen (53S)) in Hourtin aan de Golf van Biskaje, waar ze tot 1951 gebruikt werden voor opleidingen.

### Ierland
Begin maart 1939 werden drie Walrussen geleverd aan het Irish Army Air Corps (IAAC): L2301 t/m L2303, die de respectievelijke registraties ‘N18’ t/m ‘N20’ kregen. 1 Sqn IAAC gebruikte ze om vanuit Rineanna (Shannon Airport) langs de Ierse westkust te patrouilleren.
Op 9 januari 1942 stalen vier Ierse nationalisten de N18 en poogden ermee naar Cherbourg te vliegen om zich aan te sluiten bij de Duitse Luftwaffe. Ze werden onderschept door RAF Spitfires en geëscorteerd naar St. Eval. Het vliegtuig en de Ieren werden onder bewaking teruggestuurd naar Ierland.

### Portugal
Portugal kocht 5 toestellen: L2263 t/m L2267, die de registraties ‘97’ t/m ‘101’ kregen.:p102

### Rusland
Na de Duitse aanval op de Sovjet-Unie in 1941 werden de vliegboten van de Royal Navy ingezet bij de bescherming van konvooien naar Noord-Rusland. Toen Walrus P5706 van de HMS Norfolk op 4 juli 1942 terugkeerde van een patrouille, trof ze het schip niet aan op de afgesproken locatie, omdat het konvooi PQ17 uiteengedreven was en het schip zich uit het gebied had teruggetrokken. Uiteindelijk werd de Walrus door het luchtverdedigingsschip HMS Palomares op sleeptouw genomen. De Palomares overleefde verschillende aanvallen van de Luftwaffe en de Walrus-bemanning werd later overgezet op een kleine mijnenveger terwijl de Walrus aan boord werd genomen van het ‘Ocean’-klasse Liberty schip SS Ocean Freedom,  waarop het min-of-meer intact aankwam in Archangelsk.
Het toestel werd gerepareerd en door het 16 Transportsquadron van de Russische Witte Zeevloot gebruikt tot eind 1943.
Ten minste twee andere (Britse) Walrussen vlogen korte tijd vanuit Moermansk terwijl hun schip, SS Trinidad, werd daar gerepareerd.:p98

### Turkije
In april 1938 ontvingen de Türk Hava Kuvvetleri (THvKv) (Turkse luchtstrijdkrachten). 6 Walrus Mk.I’s met ns 1901 t/m 1906 die resp. de registraties ‘N-9’ t/m ‘N-14’ kregen:p102:p11 ter vervanging van hun Savoia-Marchetti S-16bis/m (1928) en Savoia-Marchetti S.59 (1925) vliegboten.:p9 Deze weken iets af van het standaardmodel.:p11 De Turkse Walrussen werden gebruikt tot 1946.:p11
De Walrussen waren ingedeeld in 11. Deniz Tayyare Bolugu (11 DzTyyBl) (11e Watervliegtuigsquadron), dat samen met de Supermarine Southamptons van 31. Deniz Bombardıman TyyBl (31 DzTyyBombBl) (31e Watervliegtuigbommenwerpersquadron) het 3. Hava Alayı (3 HvAl) (3e Luchtvaartregiment) in Gaziemir (Izmir) vormde. In 1941 werden beide squadrons geplaatst onder de V. Deniz Taburu (5 DzTb) (5e Watervliegtuigbataljon) in Güzelyalı, rechtstreeks onder de Deniz Kurmay (Marinestaf) van de Türk Deniz Kuvvetleri ( Turkse Zeestrijdkrachten ).
In 1943 werd V. Deniz Taburu opgeheven en 105. Torpil Grubu (105TpG) (105e Torpedo Groep) in Güzelyalı opgericht. 105 TpG viel onder het Deniz Hava Komutanlığı (Marine Luchtvaart Commando). Het Walrus-squadron werd hernoemd tot 1. Deniz Tayyare Bolugu (1 DzTyyBl) (1e Watervliegtuig Squadron) en samen met 1. TyyBl en 2. TyyBl (1e en 2e Vliegtuigsquadron) met Bristol Blenheim Mk.V torpedobommenwerpers onder 105 TpG geplaatst. (de Southamptons werden buiten dienst gesteld). Later werd het Walrus-squadron afgebouwd tot een vlucht die Deniz Kurmay Kitaati (Marine Staf Vlucht) heette. Deze werd in 1946 opgeheven en de drie resterende Walrussen (N-9, N-12 en N-13:p11) werden buiten dienst gesteld.
Op 6 juni 1941 stortte een van de Turkse Walrussen bij Istanboel in de Zee van Marmara waarbij beide bemanningsleden omkwamen. Op 2 december 1941 verongelukte een tweede bij Safra (Yalova) waarbij één bemanningslid omkwam.

### Nederland
De Nederlandse krijgsmacht heeft geen Walrussen in gebruik gehad. Wel kocht de MLD in 1949 acht Supermarine Sea Otters, die t/m 1953 in gebruik bleven.
Van oktober 1946 tot maart 1947 werden aan boord van het Nederlandse walvisvaarderschip Willem Barentsz van de NMW twee civiel geregistreerde Walrus vliegboten meegevoerd. Ze waren felgeel geschilderd. Walrus PH-NAW kreeg tijdens de reis op 7 december 1946 een ongeluk en zonk bij Kaapstad. De andere Walrus aan boord, PH-NAX, vloog om verschillende redenen niet en werd bij terugkomst maart 1946 verkocht en stond daarna enkele jaren als "toeristische attractie" op de Vaalserberg.

## Specificaties (Supermarine Walrus I)

Profielen Supermarine Walrus

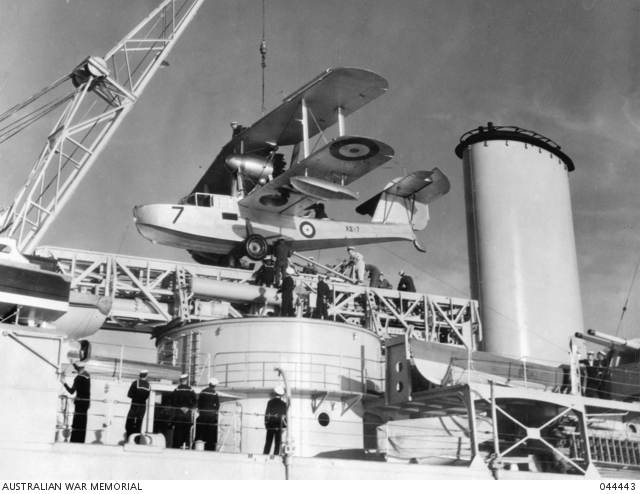
Een Seagull V op de Australische lichte kruiser HMAS Hobart, 1939

| Algemene specificaties          | Algemene specificaties                                                                                         |
| ------------------------------- | --- |
| ● Bemanning:                    | 3 |
| ● Kostprijs:                    | £ 10.500 in 1940                                                                                               |
| ● Lengte:                       | 11,46 m (37 ft 7 in)                                                                                           |
| ● Spanwijdte:                   | 13,97 m (45 ft 10 in)                                                                                          |
| ● Breedte (vleugels ingeklapt): | 5,33 m (17 ft 6 in)                                                                                            |
| ● Hoogte (excl. propeller):     | 4,65 m (15 ft 3 in) (op de wielen)                                                                             |
| ● Hoogte (incl. propeller):     | 4,14 m (16 ft 10½ in) (op de wielen)                                                                           |
| ● Vleugeloppervlak:             | 57 m² (610 sq ft)                                                                                              |
| ● Gewicht (leeg):               | 2.223 kg (4.900 lb)                                                                                            |
| ● Startgewicht:                 | 3.266 kg (7.200 lb)                                                                                            |
| ● Maximaal toelaatbaar gewicht: | 3.651 kg (8.050 lb)                                                                                            |
| ● Aantal motoren:               | 1 |
| ● Soort motor:                  | luchtgekoelde 9 cilinder 4-takt stermotor                                                                      |
| ● Propeller:                    | 4-bladige houten duwpropeller (2-delig met vaste spoed, R.H. diameter 3,05 m (10 ft), pitch 2,44 m (8 ft):p194 |
| ● Motortype:                    | Bristol Pegasus II M2 of Pegasus VI                                                                            |
| ● Cilinderinhoud:               | 28,7 liter (1.753 cu in):p193                                                                                  |
| ● Motorvermogen:                | Pegasus II M2: 620 pk (460 kW) Pegasus VI: 750 pk (560 kW)                                                     |
| ● Brandstof:                    | ‘avgas’ benzine (87 octaan)                                                                                    |
| ● Brandstoftank:                | 2 brandstoftanks van elk 341 liter (75 imp gal):p29:p xiii                                                     |
| Prestaties                      | |
| ● Maximumsnelheid:              | 217 km/h (135 mph, 117 kn) op 1.448 m (4.750 ft) hoogte                                                        |
| ● Kruissnelheid :               | 148 km/h (92 mph, 80 kn)                                                                                       |
| ● Landingssnelheid:             | 92 km/h (57 mph, 50 kn)                                                                                        |
| ● Startsnelheid (katapult):     | 103 km/u (63,9 mph, 55½ kn) (van D1H katapult)                                                                 |
| ● Vliegbereik:                  | 970 km (600 mi, 520 nmi) op kruissnelheid                                                                      |
| ● Vliegduur:                    | ±5,5 uur |
| ● Plafond:                      | 5.600 m (18.500 ft)                                                                                            |
| ● Snelheid op zeeniveau:        | 200 km/h (124 mph)                                                                                             |
| ● Initiële klimsnelheid:        | 320 m/min (1.050 ft/min)                                                                                       |
| ● ’Time to altitude’:           | 3.000 m (10.000 ft) in 12 min 30 s                                                                             |
| ● Vleugelbelasting:             | 58 kg/m² (11,8 lb/sq ft)                                                                                       |
| ● Kracht/gewicht ratio:         | 211,11 pk/ton (155 kW/ton)                                                                                     |
| ● Brandstofverbruik :           | ±141 liter/uur op kruissnelheid                                                                                |
| Bewapening                      | |
| ● Boordgeschut::                | 2 of 3 Vickers K 7,7 mm (.303 inch) machinegeweren (1 voorop, 1 of 2 midscheeps)                               |
| ● Bommen:                       | max. 10 bommen, samen max. 300 kg (660 lb), òf 2 Mk.VII dieptebommen van elk 113 kg (250 lb):p103-104          |